# Simultaankerk

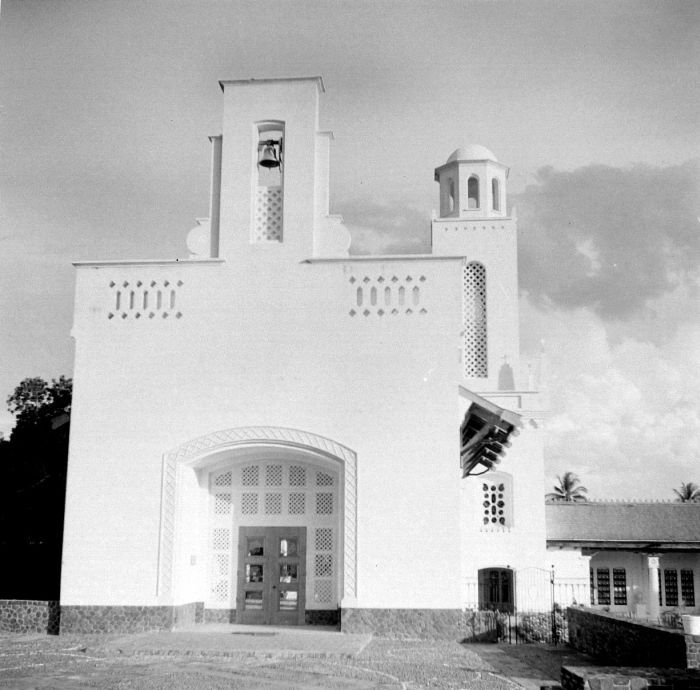
Simultaankerk op de erebegraafplaats Menteng Pulo (1951).

Een simultaankerk is een kerk die door verschillende geloofsgemeenschappen gebruikt wordt.
Zo'n kerk staat bijvoorbeeld op de erebegraafplaats Menteng Pulo op Java. Ook in Nederland hebben na het Partagetraktaat van 1661 kerken als simultaankerk gefungeerd, zoals de Sint-Willibrordusbasiliek te Hulst en de Sint-Martinuskerk in Geulle. In Groenlo heeft rond 1800 een simultaankerk gestaan, en koning Lodewijk Napoleon had in 1810 plannen om er een op Paleis Het Loo te stichten naar ontwerp van de gewezen stadhouderlijk architect Friedrich Ludwig Gunckel. 
Voordat in Zuid-Limburg in de jaren dertig van de negentiende eeuw de Leopoldskerken gebouwd werden, maakten de gemeenten in sommige dorpen tijdens het simultaneum gebruik van een simultaankerk. 

## Heilig Grafkerk
Het bekendste voorbeeld van een simultaankerk is wellicht de Heilig Grafkerk in Jeruzalem, die sinds 1852 door zes christelijke geloofsgemeenschappen wordt beheerd en gebruikt:
1. het Grieks-orthodox patriarchaat van Jeruzalem
2. de Rooms-Katholieke Kerk (de orde der Franciscanen)
3. de Armeens-Apostolische Kerk
4. de Syrisch-Orthodoxe Kerk van Antiochië
5. de Koptisch-Orthodoxe Kerk
6. de Ethiopisch-Orthodoxe Kerk